# Р̀
Cette page contient des caractères spéciaux ou non latins. S’ils s’affichent mal (▯, ?, etc.), consultez la page d’aide Unicode.
Р̀ (minuscule : р̀), appelé er accent grave, est une lettre additionnelle de l’alphabet cyrillique qui a été utilisée en tchouvache au XIXe siècle. Elle est composée du er ‹ Р › diacrité d’un accent grave.

## Représentation informatique
Le er accent grave peut être représenté avec les caractères Unicode suivants :
- décomposé (cyrillique, diacritiques)[1],[2] :

| formes    | représentations | chaînes de caractères | points de code | descriptions                                            |
| --------- | --------------- | --------------------- | -------------- | ------------------------------------------------------- |
| capitale  | Р̀               | Р◌̀                    | U+0420 U+0300  | lettre majuscule cyrillique er diacritique accent grave |
| minuscule | р̀               | р◌̀                    | U+0440 U+0300  | lettre minuscule cyrillique er diacritique accent grave |